# Арада (Чад)
Арада (фр. Arada) — город и супрефектура в Чаде, расположенный на территории региона Вади-Фера. Входит в состав департамента Бильтин.

## География
Город находится в восточной части Чада, на расстоянии приблизительно 676 километров к северо-востоку от столицы страны Нджамены. Абсолютная высота — 508 метров над уровнем моря.

## Климат
Климат города характеризуется как аридный жаркий (BWh в классификации климатов Кёппена). Среднегодовая температура воздуха составляет 29,2 °C. Средняя температура самого холодного месяца (января) составляет 24,1 °С, самого жаркого месяца (мая) — 33,1 °С. Расчётная многолетняя норма осадков — 189 мм. В течение года количество осадков распределено неравномерно, основная их масса выпадает в период с мая по сентябрь. Наибольшее количество осадков выпадает в августе (92 мм).

## Население
По данным официальной переписи 2009 года численность населения Арады составляла 18 108 человек (8985 мужчин и 9123 женщины). Население города по возрастному диапазону распределилось следующим образом: 54,9 % — жители младше 15 лет, 40,1 % — между 15 и 59 годами и 5 % — в возрасте 60 лет и старше.

## Транспорт
Ближайший аэропорт расположен в городе Бильтин.